# Offroicourt
Offroicourt település Franciaországban, Vosges megyében. Lakosainak száma 150 fő (2022. január 1.). Offroicourt Estrennes, Gemmelaincourt, Remicourt, Rouvres-en-Xaintois és Viviers-lès-Offroicourt községekkel határos.

## Népesség
A település népességének változása:
| Lakosok száma | 151  | 152  | 156  | 152  | 152  | 154  | 154  | 154  | 150  |
|               | 2013 | 2015 | 2016 | 2017 | 2018 | 2019 | 2020 | 2021 | 2022 |